# Charles Flanders
Charles Flanders (1907-1973) est un dessinateur de bande dessinée américain. Spécialisé dans le comic strip d'aventure, il succède à Alex Raymond en 1935 sur Agent Secret X-9, puis à Zane Grey en 1936 sur Richard le Téméraire, et enfin à Ed Krassy en 1939 sur The Lone Ranger, série qu'il dessine jusqu'à sa retraite en 1971. Son dessin réaliste reste tout au long de sa carrière inspiré par celui de Raymond.